# Muda (termine giapponese)
Muda (無駄?) è un termine giapponese che identifica attività inutili o che non aggiungono valore o improduttive. Nella cultura locale lo spreco è visto come un atto "disonorevole", quasi peccaminoso. 
Fa parte dei concetti lean, alla base del Toyota Production System.
Il sistema di produzione Toyota applicò per primo questi concetti creando un processo 
mirante a produrre solo i beni o i servizi richiesti dal cliente e che il medesimo era disposto a pagare. Al concetto di muda vanno legati anche quelli di muri (inteso come sovraccarico di una risorsa oppure come richiesta o risorsa irragionevole e/o illogica), e di mura (irregolarità o incoerenza di un processo).
In questa filosofia aziendale si possono individuare sette sprechi principali (i sette muda).

## I sette sprechi
I seguenti "sette sprechi" identificano e classificano risorse che usualmente sono degli sprechi. Essi sono stati identificati da Taiichi Ōno, ingegnere capo Toyota, come parte del Toyota Production System.

### Difetti
Sono errori di realizzazione e rifacimenti od anche produzione di parti e prodotti non necessari. Difetti alla qualità portano il cliente a rifiutare il prodotto. Lo sforzo necessario a cercare questi difetti è uno spreco.

### Sovrapproduzione
La sovrapproduzione è la produzione o l'acquisizione di beni prima che siano effettivamente richiesti. È uno spreco molto pericoloso per le aziende perché tende a nascondere problemi di produzione. La sovrapproduzione deve essere immagazzinata, gestita e protetta, generando quindi altri sprechi.

### Trasporti
Ogni volta che un prodotto è trasferito rischia di essere danneggiato, perso, ritardato, etc., così diventa un costo che non produce valore. I trasporti non introducono alcuna trasformazione al prodotto che il cliente sia disposto a pagare.

### Attese
Si riferisce sia al tempo impiegato dai lavoratori nell'attesa che la risorsa sia disponibile, sia al capitale immobilizzato in beni e servizi che non sono ancora stati consegnati al cliente.

### Scorte
Le scorte, siano esse in forma di materie prime, di materiale in lavorazione (WIP), o di prodotti finiti, rappresentano un capitale che non ha ancora prodotto un guadagno sia per il produttore che per il cliente. Ciascuna di queste tre voci che non sia ancora elaborata per produrre valore è uno spreco.

### Movimento
È simile ai trasporti, ma si riferisce, anziché ai prodotti, ai lavoratori o alle macchine. Questi possono subire danneggiamenti, usure, problemi di sicurezza. 

### Processi inutilmente costosi
Usare più risorse rispetto a quelle effettivamente necessarie per le attività produttive o aggiungere funzioni in più, oltre a quelle che aveva originariamente richiesto il cliente, produce solo sprechi.
C'è un particolare problema in tal senso che riguarda gli operatori. Gli operatori che possiedono una qualifica superiore a quella necessaria per realizzare le attività richieste, generano dei costi per mantenere le proprie competenze che vanno sprecati nella realizzazione di attività meno qualificate.